# Reichsstraße 353
Als Reichsstraße 353 (R 353) wurde nach der Übernahme in deutsche Zivilverwaltung als CdZ-Gebiet Lothringen und im ebenfalls unter deutsche Zivilverwaltung gestellten Elsass im Jahr 1940 die als Reichsstraße behandelte Straßenverbindung bezeichnet, die von Saint-Avold (Sankt Avold) im Département Moselle (bis 1918 Bezirk Lothringen im Reichsland Elsaß-Lothringen) ausging  und dort von der in französisches Gebiet verlängerten damaligen Reichsstraße 41 abzweigte, weitgehend auf der Trasse der früheren Route nationale 419 über Puttelange-aux-Lacs (Püttlingen) und Sarralbe (Saaralben), Sarre-Union (damals Saar-Buckenheim), Ingwiller (Ingweiler), Haguenau (Hagenau) nach Rountzenheim (Runzenheim) verlief, wo sie an der damaligen verlängerten Reichsstraße 9 endete.
Ihre Gesamtlänge betrug rund 93 Kilometer.